# Слонимский железнодорожный вокзал
Слонимский железнодорожный вокзал (бел. Слонімскі чыгуначны вакзал) — памятник архитектуры необарокко в городе Слониме Гродненской области Белоруссии. Расположен по адресу: ул. Вокзальная, 11. Вместе с водонапорной башней, возведённой в стиле модерн, составляет единый архитектурный ансамбль и входит в Государственный список историко-культурных ценностей Республики Беларусь.

## История
Здание железнодорожного вокзала построено из кирпича в 1922 году.
Постановлением Совета Министров Республики Беларусь от 14 мая 2007 года здание железнодорожного вокзала с водонапорной башней внесены в Государственный список историко-культурных ценностей Республики Беларусь как историко-культурная ценность регионального значения.

## Архитектура
Вокзал представляет собой прямоугольное в плане каменное здание с мансардной крышей сложного пластического рисунка.
Пространственное развитие композиции достигается трёхступенчатым повышением объёмов, которое нарастает к центру: от относительно низких боковых крыльев через центральный объём до мансардного этажа.
В архитектуре использованы стилизованные элементы барокко. Фронтальные фасады имеют по центру двухэтажные ризалиты с фигурными фронтонами, декорированные волютами, шарами на постаментах, филёнчатыми парапетами. Одноэтажный объём входящего тамбура завершён «разорванным» фронтоном. Фасады декорированы рустом, расчленённый прямоугольными и арочными высокими оконными и дверными проёмами. Планировка коридорно-анфиладная. Квадратный в плане вестибюль в центре короткими переходами связаны с кассовым залом, залом ожидания. Служебные помещения имеют отдельные входы в торцах здания. Центральная лестница связывает вестибюль со служебным мансардным этажом.

## В кинематографе
Здание железнодорожного вокзала в Слониме можно увидеть в художественных фильмах «В августе 44-го…», «Встречай меня с оркестром», «Сыновья уходят в бой», «Полонез Огинского» и др.